# 谷一尚
谷一 尚（たにいち たかし、1952年5月8日 - ）は、日本の美術史学者、林原美術館館長、山陽学園大学教授。
岡山市生まれ。1975年東京大学文学部考古学科卒業、1977年同大学院修士課程修了。2002年「古代ガラス史研究」で東大文学博士。1977年岡山市立オリエント美術館学芸員、1988年山陽学園短期大学専任講師、1991年共立女子大学国際文化学部専任講師、助教授、教授、2010-2013年岡山市立オリエント美術館長、2013年林原美術館館長、山陽学園大学教授。日本ガラス工芸学会会長、日本学術会議東洋学委員。

## 著書
- 『ガラスの比較文化史』杉山書店 1993
- 『ガラスの考古学』ものが語る歴史シリーズ 同成社 1999
- 『美術館長の眼』吉備人出版 2013

### 共著
- 『世界のとんぼ玉』工藤吉郎共著 里文出版 1997
- 『古代ガラス H氏の場合』幡山正人共著　京都書院アーツコレクション 1998
- 『古代ガラス 銀化と彩り』塩田紘章共著 里文出版 2001
- 『世界の切子ガラス』工藤吉郎共著 里文出版 2011

翻訳
- ビルギット・ノルテ『エジプトの古代ガラス』近藤薫共訳 京都書院 1985

## 論文
- <谷一尚